# Business Objects
Business Objects SA – byłe przedsiębiorstwo informatyczne z siedzibą w San Jose (Kalifornia) i w Paryżu, jeden z czołowych producentów oprogramowania business Intelligence obsługującego procesy decyzyjne.
Założone w 1990 r. we Francji przez Bernarda Liautauda i Denisa Payre’a, Business Objects było pierwszym przedsiębiorstwem, które zintegrowało w jednym produkcie zapytania, raportowanie i technikę OLAP.
Do produktów należą sztandarowy program BusinessObjects, BusinessQuery dla arkusza kalkulacyjnego Excel oraz Crystal Reports zakupionej w 2003 r. firmy Crystal Decisions.
W 2007 r. Business Objects przejęte zostało przez niemieckie przedsiębiorstwo informatyczne SAP.